# Anthurium incomptum
Anthurium incomptum är en kallaväxtart som beskrevs av Michael T. Madison. Anthurium incomptum ingår i släktet Anthurium och familjen kallaväxter. Inga underarter finns listade.